# Macronaemia paradoxa
Macronaemia paradoxa is een keversoort uit de familie lieveheersbeestjes (Coccinellidae). De wetenschappelijke naam van de soort is voor het eerst geldig gepubliceerd in 1947 door Mader.